# Stelică Morcov
Stelică Morcov (n. 1 decembrie 1951, Mitoc, România) este un luptător român, laureat cu bronz la lupte libere la Montreal 1976. S-a clasat pe locul 5 la Campionatul Mondial din 1975 și a cucerit o medalie de bronz la Campionatul European din 1976.

## Viața
Stelică Morcov s-a născut la 1 decembrie 1951, în comuna botoșăneană Mitoc, într-o familie cu 6 copii, 3 băieți și 3 fete, ca fiu al lui Petru și al Catincăi.

## Cariera de luptător
Stelică Morcov și-a început cariera de luptător la Clubul Sportiv Nicolina din Iași în anul 1969 sub îndrumarea antrenorului Mircea Bîdiu. În 1972, a ajuns în armată la Dinamo București, unde pentru un an și două luni a lucrat cu antrenorul Radu Alexandru. După satisfacerea stagiului militar s-a întors la Nicolina pentru o perioadă scurtă. Din 1974 și-a început activitatea la Dinamo Brașov, „fratele” mai mic al clubului Ministerului de Interne, Dinamo București, sub îndrumarea maestrului Ioan Bătrân.
Pe plan intern a obținut titluri de campion și vicecampion național la categoria 90 de kilograme, la toate categoriile de vârstă:
- 1970, campion juniori;
- 1971, vicecampion tineret;
- 1972, 1973 și 1974 campion tineret și vicecampion seniori;
- 1975 și 1976, campion seniori.

Pe plan internațional, în 1972 a luat parte la Campionatul European de la Katowice (Polonia), în 1974 a devenit campion balcanic la Haskovo (Bulgaria), apoi în 1975 a ocupat locul al 5-lea la Campionatul Mondial de la Minsk (Belarus).
Anul de vârf al carierei sportive a fost 1976. Mai întâi în primăvară, în aprilie, la Saint Petersburg (denumit Leningrad, în perioada 1924–1991) a câștigat medalia de bronz la Campionatul European organizat în Rusia (Uniunea Republicilor Sovietice Socialiste/ URSS). Apoi, în vară (iulie), la Jocurile Olimpice găzduite de Montreal (Canada), celebra ediție cu nota 10 obținută de legendara Nadia la gimnastică, Stelică Morcov a cucerit bronzul la întrecerea supremă a lumii. La Jocurile Olimpice de la Montreal 1976, România a ocupat locul 5 în clasamentul general, cu 27 medalii câștigate, din care 6 cucerite de luptători (patru la greco-romane și două la libere).

#### Retragerea din activitate
Problemele medicale cauzate de un accident rutier i-au grăbit retragere din activitatea sportivă la 28 de ani.

## După retragerea din sportul de performanță
Asemeni multor sportivi de performanță de la Dinamo Brașov, nu a mai rămas în lumea sportului, ci s-a înregimentat în Ministerul de Interne, ca polițist, de unde s-a pensionar în 1998, cu gradul de locotenent colonel. Din 1974 s-a stabilit în Brașov, este căsătorit și are un băiat.

## Distincții
- Ordinul „Meritul Sportiv” clasa a III-a (18 august 1976) „pentru rezultatele deosebite obținute la Jocurile olimpice de vară de la Montreal – 1976, precum și pentru contribuția adusă la dezvoltarea activității sportive și la creșterea prestigiului sportului românesc pe plan internațional”[2]

## Legături externe
- Stelică Morcov la Sports-Reference.com (arhivat la 1 aprilie 2020)
- Pagina oficială Stelică Morcov la Olympics.com
- Interviu cu Stelică Morcov (arhivat septembrie 2022)